# Strephonema
Strephonema é um género botânico pertencente à família Combretaceae.